# Vescelia
Vescelia is een geslacht van rechtvleugeligen uit de familie krekels (Gryllidae). De wetenschappelijke naam van dit geslacht is voor het eerst geldig gepubliceerd in 1877 door Stål.

## Soorten
Het geslacht Vescelia omvat de volgende soorten:
- Vescelia infumata Stål, 1877
- Vescelia moorei Chopard, 1940
- Vescelia picta Chopard, 1932
- Vescelia pieli Chopard, 1939
- Vescelia variegata Chopard, 1937